# Península Gravina
La península Gravina es un accidente geográfico costero ubicado en el Departamento Escalante de la Provincia del Chubut (Patagonia Argentina).

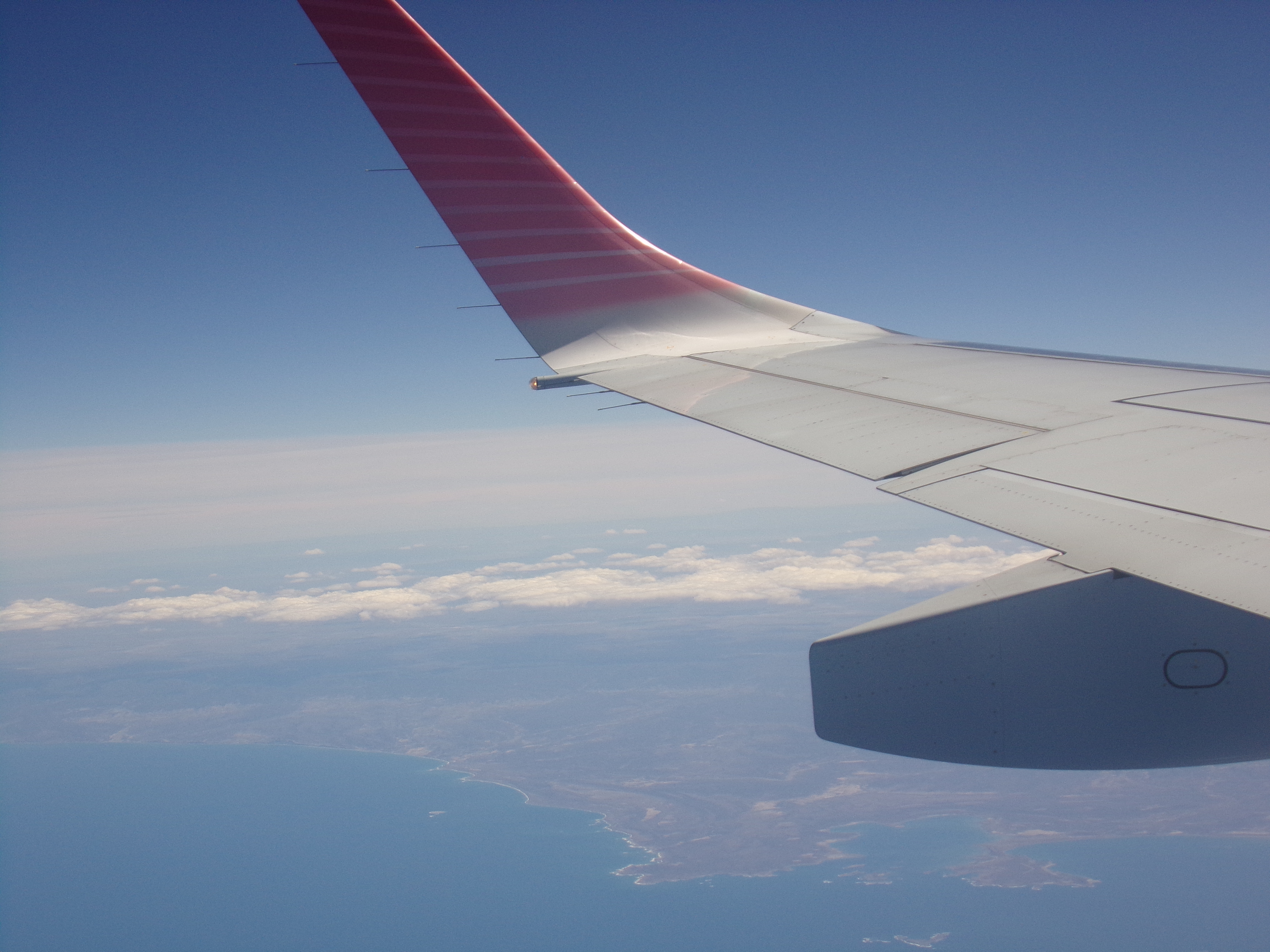
Vista aérea del área de la caleta Malaspina con la península Gravina a la derecha (ver en detalle en Commons).

Se encuentra al sur de la pequeña localidad de Bahía Bustamante, forma parte del golfo San Jorge y su costa sur delimita la caleta Malaspina, además se encuentran hacia el sur las islas Vernaci. En el extremo este se halla la punta Ulloa.
En general todo el tramo costero de la península Gravina posee caractarísticas similares que se resumen como un litoral de rocas porfiritas, con presencia de acantilado en algunos tramos y playas de rodados volcaníticos de tamaño grava a gravilla y la presencia de depósitos medanosos de amplia distribución. En general, la vegetación es rala y muy pobre.
El nombre de esta península es en honor al almirante italoespañol del siglo XVIII Federico Carlos Gravina y Nápoli. En la zona de esta península se explotaron comercialmente la pesca y envasado de centolla, así como de algas, una de las explotaciones más importantes hoy en día en la zona de bahía Bustamante.